# My Beautiful Dark Twisted Fantasy
My Beautiful Dark Twisted Fantasy (literalment «La meva fantasia bella, obscura i retorçuda») és el cinquè àlbum d'estudi del raper estatunidenc Kanye West, publicat el 22 de novembre del 2010 sota el segell discogràfic Roc-A-Fella Records. Després d'un període de controvèrsia legal i pública, West es sotmeté a un «exili autoimposat» a Hawaii el 2009. Allà treballà en l'àlbum en un ambient d'enregistrament comunal juntament amb altres músics i productors contribuents. L'àlbum inclou artistes convidats com Bon Iver, Jay-Z, Pusha T, Rick Ross, Kid Cudi, Nicki Minaj i John Legend, entre d'altres.
El mateix West liderà la producció, escortat per diversos productors de primera fila com Mike Dean, No I.D., Jeff Bhasker, RZA, S1, Bink i DJ Frank E. Els crítics apuntaren la seva estètica maximalista, la opulència de la producció i els temes dicòtoms, així com els múltiples estils que My Beautiful Dark Twisted Fantasy recupera de treballs anteriors de West, incloent música soul, pop barroc, música electro i estils simfònics. L'àlbum enfoca temes com els excessos, les celebritats, el consumisme, les races i la idealització del somni americà.
Per promocionar l'àlbum, West publicà cançons gratuïtes cada divendres durant uns mesos i extragué quatre senzills, tots ells èxits d'abast mundial: «Power», «Monster», «Runaway» i «All of the Lights». També el promocionà a través del curtmetratge Runaway. L'àlbum debutà al cim del Billboard 200 i acabà venent més d'1 milió de còpies als Estats Units. My Beautiful Dark Twisted Fantasy fou lloat pels crítics, múltiples publicacions l'anomenaren el millor àlbum del 2010 i des de llavors ha aparegut a moltes llistes dels millors de tots els temps.

## Llistat de pistes
| Núm. | Títol                                                                  | Composició | Productor(s)                                   | Durada |
| ---- | ---------------------------------------------------------------------- | --- | ---------------------------------------------- | ------ |
| 1.   | «Dark Fantasy»                                                         | Kanye West Robert Diggs Ernest Wilson Jeff Bhasker Mike Dean Malik Jones Jon Anderson Mike Oldfield                                                                              | RZA Kanye West No I.D. Bhasker [b] Dean [b]    | 4:40   |
| 2.   | «Gorgeous» (amb Kid Cudi i Raekwon)                                    | West Wilson Dean Jones Che Smith Corey Woods Scott Mescudi Gene Clark Roger McGuinn                                                                                              | West No I.D. Dean                              | 5:57   |
| 3.   | «Power»                                                                | West Larry Griffin, Jr. Dean Bhasker Andwele Gardner Ken Lewis Francois Bernheim Jean-Pierre Lang Boris Bergman Robert Fripp Michael Giles Greg Lake Ian McDonald Peter Sinfield | S1 West Bhasker [b] Dean [b] Andrew Dawson [b] | 4:52   |
| 4.   | «All of the Lights (Interlude)»                                        | West Bhasker Jones Warren Trotter | West Dean                                      | 1:02   |
| 5.   | «All of the Lights»                                                    | West Bhasker Jones Trotter | West Bhasker [a]                               | 4:59   |
| 6.   | «Monster» (amb Jay-Z, Rick Ross, Nicki Minaj i Bon Iver)               | West Shawn Carter Patrick Reynolds Dean William Roberts II Onika Maraj Justin Vernon Bhasker                                                                                     | West Dean [b] Plain Pat [b]                    | 6:18   |
| 7.   | «So Appalled» (amb Swizz Beatz, Jay-Z, Pusha T, Cyhi the Prynce i RZA) | West Wilson Dean Carter Terrence Thornton Cydel Young Kaseem Dean Diggs Manfred Mann                                                                                             | West No I.D. M. Dean [a]                       | 6:38   |
| 8.   | «Devil in a New Dress» (amb Rick Ross)                                 | West Roosevelt Harrell M. Dean Roberts II Jones Carole King Gerry Goffin | Bink M. Dean [b]                               | 5:52   |
| 9.   | «Runaway» (amb Pusha T)                                                | West Emile Haynie Thornton Bhasker M. Dean Jones John Branch | West Emile [a] Bhasker [a] M. Dean [a]         | 9:08   |
| 10.  | «Hell of a Life»                                                       | West Mike Caren Wilson M. Dean Sylvester Stewart Tony Joe White Terence Butler Anthony Iommi John Osbourne William Ward                                                          | West Caren [a] No I.D. [a] M. Dean [a]         | 5:27   |
| 11.  | «Blame Game» (amb John Legend)                                         | West Justin Franks Khloe Mitchell M. Dean John Stephens Richard James | West DJ Frank E M. Dean [b]                    | 7:49   |
| 12.  | «Lost in the World» (amb Bon Iver)                                     | West Bhasker Manu Dibango Vernon Gil Scott-Heron | West Bhasker [a]                               | 4:16   |
| 13.  | «Who Will Survive in America»                                          | West Bhasker Scott-Heron | West Bhasker [a]                               | 1:38   |

| 14. | «See Me Now» (amb Beyoncé, Charlie Wilson and Big Sean) | West Sean Anderson Beyoncé Knowles Charles Wilson | West No I.D. Lex Luger | 6:03 |

| 1. | «Runaway» (curtmetratge) | Hype Williams | West | 35:00 |

Notes
- ^a  coproductor
- ^b  productor addicional
- «Dark Fantasy» conté segones veus per Nicki Minaj i Justin Vernon de Bon Iver i veus addicionals per Teyana Taylor i Amber Rose
- «Gorgeous» conté segones veus per Tony Williams
- «Power» conté veus addicionals per Dwele
- «All of the Lights» conté veus addicionals per Rihanna, Kid Cudi, Tony Williams, The-Dream, Charlie Wilson, John Legend, Elly Jackson, Alicia Keys, Elton John, Fergie, Ryan Leslie, Drake, Alvin Fields i Ken Lewis
- «Runaway» conté segones veus per Tony Williams i veus addicionals per The-Dream
- «Hell of a Life» conté veus addicionals per Teyana Taylor i The-Dream
- «Blame Game» conté veus addicionals per Chris Rock i Salma Kenas
- «Lost in the World» i «Who Will Survive in America» contenen veus addicionals per Charlie Wilson, Kay Fox, Tony Williams, Alicia Keys i Elly Jackson de La Roux

Ús de samples
- «Dark Fantasy» conté samples de «In High Places», escrita per Mike Oldfield i Jon Anderson i tocada per Oldfield.
- «Gorgeous» conté porcions i elements de «You Showed Me», escrita per Gene Clark i Roger McGuinn i tocada per The Turtles.
- «Power» conté elements de «It's Your Thing», tocada per Cold Grits; elements d'«Afromerica», escrita per Francois Bernheim, Jean-Pierre Lang i Boris Bergman i tocada per Continent Number 6; i samples extrets de «21st Century Schizoid Man», composta per Robert Fripp, Michael Giles, Greg Lake, Ian McDonald i Peter Sinfield i tocada per King Crimson.
- «So Appalled» conté samples de «You Are – I Am», escrita per Manfred Mann i tocada per Manfred Mann's Earth Band.
- «Devil in a New Dress» conté samples de «Will You Love Me Tomorrow», escrita per Carole King i Gerry Goffin i tocada per Smokey Robinson.
- «Runaway» conté un sample de «Expo 83», escrita per J. Branch i tocada per Backyard Heavies; i extrets de Rick James Live at Long Beach, CA, 1981.
- «Hell of a Life» conté samples de «She’s My Baby», escrita per Sylvester Stewart i tocada per The Mojo Men; samples de «Stud-Spider» per Tony Joe White; i parts de «Iron Man», escrita per Terence Butler, Anthony Iommi, John Osbourne i William Ward i tocada per Black Sabbath.
- «Blame Game» conté elements de «Avril 14th», escrita per Richard James i tocada per Aphex Twin.
- «Lost in the World» conté parts de «Soul Makossa», escrita per Manu Dibango; un sample de «Think (About It)», escrita per James Brown i tocada per Lyn Collins; samples de «Woods», escrita per Justin Vernon i tocada per Bon Iver; i samples de «Comment No. 1», escrita i tocada per Gil Scott-Heron.
- «Who Will Survive In America» conté samples de «Comment No. 1» per Gil Scott-Heron.

## Personal
Crèdits adaptats d'AllMusic.

### Músics
| - Ian Allen – picar de mans - Tim Anderson – trompa - Richard Ashton – trompa - Chris «Hitchcock» Chorney – violoncel, arranjaments de violoncel - Wilson Christopher – picar de mans - Rosie Danvers – violoncel, director d'orquestra, orquestració - Uri Djemal – picar de mans - Drake – veu - The-Dream – veu - Dwele – veu - Fergie – veu - Alvin Fields – cor, veu - Simon Finch – trompeta - Danny Flam – metall, vents de fusta - Kay Fox – veu - Mark Frost – trombó - Andrew Gathercole – trompeta - Tony Gorruso – metall, vents de fusta - Elly Jackson – veu - Elton John – piano, veu - Philip Judge – trombó - Salma Kenas – veu - Alicia Keys – veu | - Kid Cudi – veu - Ken Lewis – baix, metall, cor, programació de ritmes, enginyeria de so, guitarra, arranjaments de trompa, orgue, veu, vents de fusta - John Legend – veu - Ryan Leslie – veu - Mike Lovatt – trompeta - Nicki Minaj – veu - Chloe Mitchell – poesia - Rihanna – veu - Rachel Robson – viola - Chris Rock – veu - Amber Rose – veu - Tom Rumsby – trompa - Jenny Sacha – violí - Kotono Sato – violí - Gil Scott-Heron – veu - Chris Soper – picar de mans - Pusha T – veu - Teyana Taylor – veu - Justin Vernon – veu, segones veus - Chloe Vincent – flauta - Kanye West – artista principal - Tony Williams – veu, segones veus - Charlie Wilson – veu |

### Producció
| - Virgil Abloh – direcció artística - Chris Atlas – màrqueting - Jeff Bhasker – producció addicional, arranjaments de violoncel, teclats, piano, producció - Peter Bischoff – assistent, assistent d'enginyeria, enginyeria - Al Branch – màrqueting - Leesa D. Brunson – A&R - Don C. – A&R - Mike Caren – producció - Shawn Carter – producció executiva, veu - Cary Clark – assistent de mescles - George Condo – art, pintures - Andrew Dawson – producció addicional, enginyeria, mescles - Mike Dean – producció addicional, baix, arranjaments de violoncel, enginyeria, guitarra, teclats, mescles, piano, producció, solista - DJ Frank E – producció - Emile – producció - Ryan Gilligan – enginyeria - Noah Goldstein – enginyeria - Alex Graupera – assistent - Gaylord Holomalia – assistent - Phil Joly – assistent, assistent d'enginyeria, enginyeria - Terese Joseph – A&R - Kyambo "Hip Hop" Joshua – producció executiva - Doug Joswick – producció d'embalatge | - JP Robinson – coordinador artístic - Anthony Kilhoffer – programació de ritmes, enginyeria, mescles - Brent Kolatalo – programació de ritmes, enginyeria, teclats - Erik Madrid – assistent de mescles - Manny Marroquin – mescles - Vlado Meller – masterització - Christian Mochizuki – assistent, assistent d'enginyeria, enginyeria - Fabien Montique – fotografia - No I.D. – producció - Plain Pat – producció addicional - Christian Plata – assistent de mescles - Antonio "L.A." Reid – producció executiva - Patrick "Plain Pat" Reynolds – A&R - Gee Roberson – producció executiva - Todd Russell – coordinació artística - RZA – producció - S1 – producció - TommyD – producció - Marcos Tovar – enginyeria vocal - Tracey Waples – màrqueting - Eric Weissman – neteja de samples - Kanye West – direcció artística, producció executiva, producció - Kristen Yiengst – coordinació artística |

## Guardons
Premis
- 2012: Grammy al millor àlbum de rap